# Opal (typ jachtu)

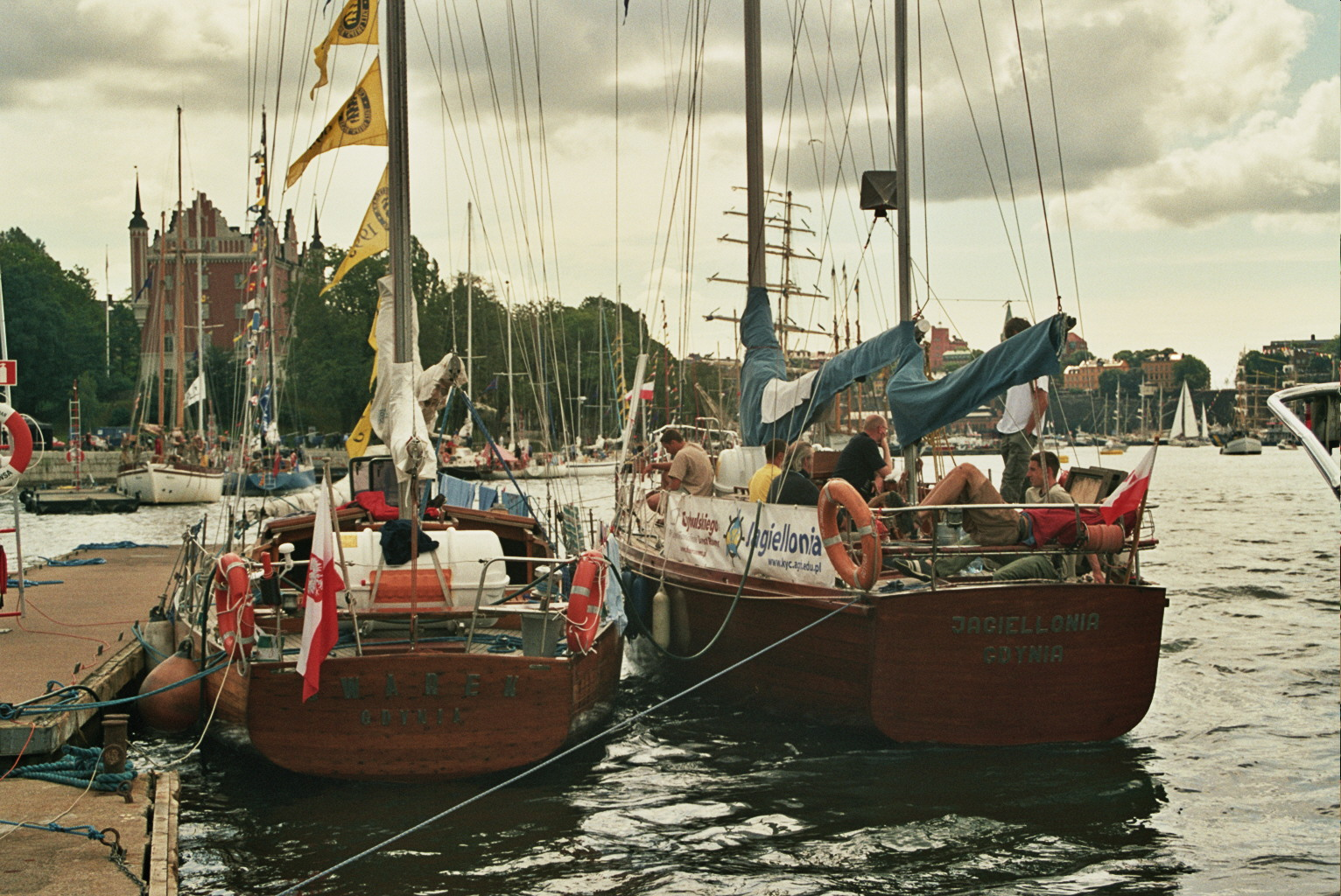
s/y Jagiellonia i s/y Gwarek na regatach Tall Ships' Races w Sztokholmie 2007 r.

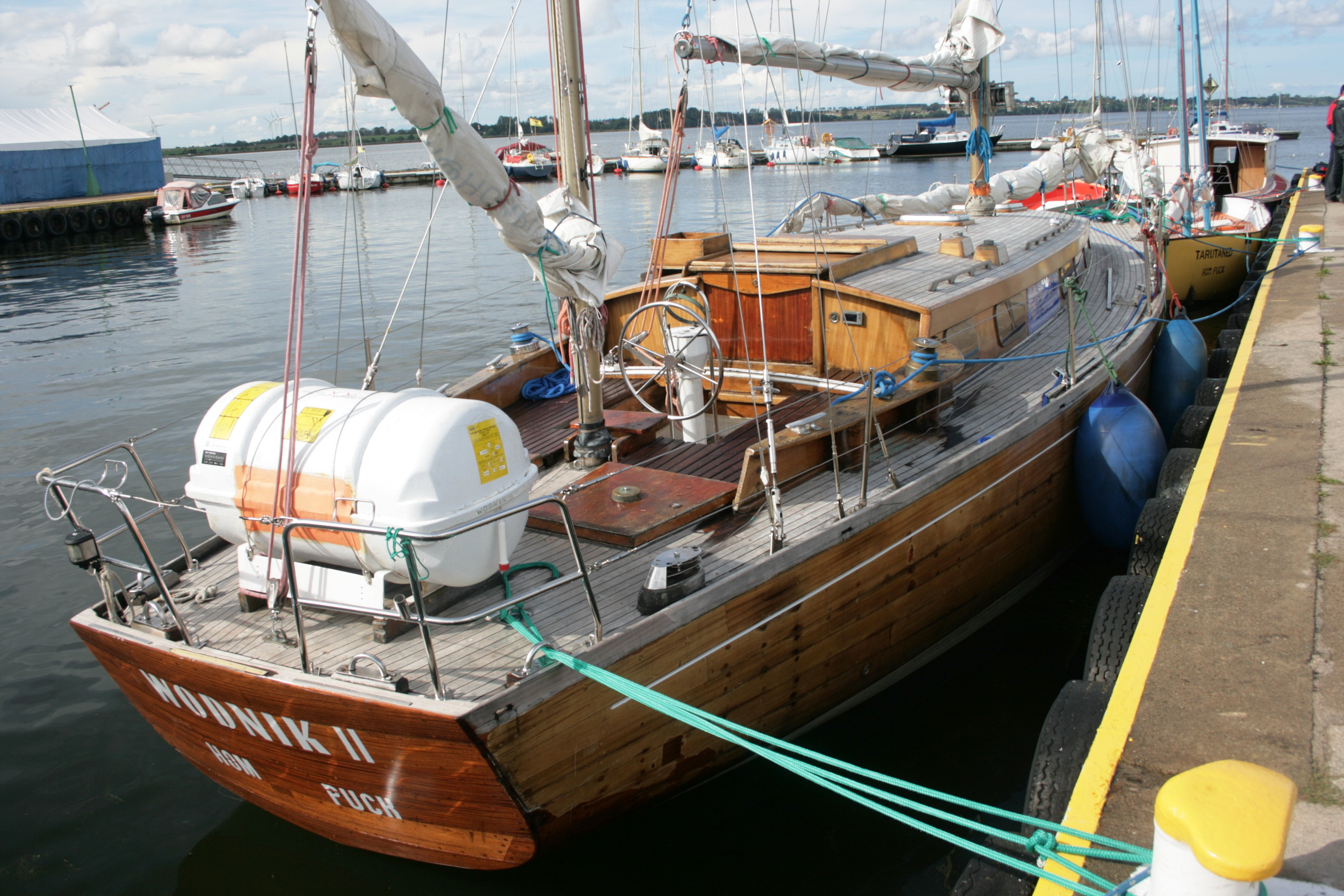
Wodnik II w porcie w Pucku

Opal – typ dwumasztowych jachtów drewnianych z ożaglowaniem typu jol, budowanych w latach 1965–1984 przez Gdańską Stocznię Jachtową STOGI (pod koniec lat 70. ub.w. nazwę stoczni zmieniono na Stocznia Jachtowa im. Josepha Conrada Korzeniowskiego w Gdańsku). 

Pierwszym Opalem był s/y Opal, zakupiony w roku 1965 przez Sekcję Żeglarską WKS Legia. Późne egzemplarze (Opal IV) nazywano również Conrad 45 (lub krócej: C45) (nazwisko patrona stoczni + długość jachtu w stopach) lub Conrad 1400 (nazwisko patrona stoczni + długość jachtu w cm).

## Jachty typu Opal
Opalami są lub były:

### Opal, później Opal I
- s/y Opal (rok budowy: 1965/numer budowy: 1, nr na żaglu: VII-PZ-3, 1976: PZ-43), 1998: s/y Opal II (POL-23), 2002: s/y Strażnik Poranka (POL-23)
- s/y Komodor (rok budowy: 1966/numer budowy: 2, nr na żaglu: VII-PZ-8), późn. s/y Matylda (PZ-208) zaginął na Oceanie Indyjskim, losy nieznane[8].
- s/y Wędrownik (rok budowy: 1967, nr na żaglu: VII-PZ-5, 1976: PZ-35, armator: HOM Puck)
- s/y MAS (rok budowy: 1968, nr na żaglu: VII-PZ-4, 1976: PZ-13, nazwa jest skrótem: Morska Akcja Szkoleniowa, armator: Centrum Wychowania Morskiego ZHP) - po 2009 ustawiony jako pomnik przed Hotelem Gdańsk
- s/y Jupiter (rok budowy: 1970, nr na żaglu: VIII-PZ-25, 1976: PZ-65; armator MJKM Neptun Górki Zachodnie, klub przyzakładowy PRCiP w Gdańsku)

### Opal II
- s/y Konstanty Maciejewicz (rok budowy: 1971, nr na żaglu: VII-PZ-7, 1976: PZ-34), 20.7.2001: s/y Kapitan Kapitanów

### Opal III
- s/y Gwarek (rok budowy: 1972/numer budowy: 2, nr na żaglu: VIII-PZ-24, 1976: PZ-74)
- s/y Bieszczady (rok budowy: 1974, nr na żaglu: PZ-463), †10.9.2000 staranowany przez gazowiec Lady Elena na zachód od Thyboron, zginęło 7 osób
- s/y Dar Olsztyna (rok budowy: 1974, nr na żaglu: PZ-32), 30.3.2007: s/y Angel Fish, 13.4.2007: s/y Ladies and Gentlemen
- s/y Antares (rok budowy: 1975/numer budowy: 15, nr na żaglu: PZ-453), późn. s/y Royal
- s/y Jagiellonia (rok budowy: 1975/numer budowy: 16, nr na żaglu: PZ-647)
- s/y Gryfita (rok budowy: 1975, nr na żaglu: PZ-475)
- s/y Mat (rok budowy: 1975/numer budowy: 20, nr na żaglu: PZ-370)
- s/y Dar Kołobrzegu (rok budowy: 1976/numer budowy: 22, nr na żaglu: PZ-654)

### Opal CR
- s/y Copernicus[9] (rok budowy: 1973, nr na żaglu: VIII-PZ-30, 1976: PZ-30)

### Conrad 45 (Opal IV)
- s/y Polski Len[10] (rok budowy: 1976/numer budowy: ?, nr na żaglu: PZ-645)
- s/y Smuga Cienia (rok budowy: 1977/numer budowy: 5, nr na żaglu: POL-810)
- s/y Kapitan Haska (rok budowy: 1976/numer budowy: 6, nr na żaglu: PZ-1034), niszczał na terenie COŻ PZŻ w Trzebieży, ostatecznie został spalony[11]
- s/y Bosmat (rok budowy: 1977/numer budowy: 7, nr na żaglu: PZ-807)
- s/y Mokotów (rok budowy: 1977/numer budowy: ?, nr na żaglu: PZ-849)
- s/y Wodnik II (rok budowy: 1978/numer budowy: ?, nr na żaglu: PZ-926)
- s/y Politechnika (rok budowy: 1978/numer budowy: 17, nr na żaglu: PZ-1004)
- s/y Portowiec Gdański (rok budowy: 1979/numer budowy: 20, nr na żaglu: PZ-1112), †25.9.2007 wszedł na skalistą mieliznę koło Gårdby na Olandii[12]
- s/y J. Kraziewicz (rok budowy: 1979/numer budowy: 21, nr na żaglu: PZ-1058), przez długi czas niszczał na przystani MOSiR Gdańsk w Górkach Zachodnich, później wyrzucony za bramę przystani[13], w 2018 roku został przetransportowany do Serocka w celu przeprowadzenia remontu[14]
- s/y Dunajec (rok budowy: 1979/numer budowy: 25, nr na żaglu: PZ-1123)
- s/y Bosman II (rok budowy: 1980/numer budowy: 29, nr na żaglu: PZ-108)
- s/y Farurej (rok budowy: 1980/numer budowy: 30, nr na żaglu: PZ-365)
- s/y Wars (rok budowy: 1980/numer budowy: 31, nr na żaglu: PZ-1240)
- s/y Pomorzanin II (rok budowy: 1981/numer budowy: 32, nr na żaglu: PZ-39), późn. s/y Karawela II
- s/y Komandor II (rok budowy: 1982/numer budowy: 36, nr na żaglu: PZ-106)
- s/y Desmo II (rok budowy: 1982/numer budowy: ?, nr na żaglu: PZ-864), późn. s/y Akka
- s/y Karolinka (rok budowy: 1983/numer budowy: 40, nr na żaglu: PZ-122), †26.8.1986 zatonął w sztormie koło Ouessant na pokładzie przewożącego go statku m/s Sopot
- s/y Tivia  (rok budowy: 1978/numer budowy: ?, nr na żaglu: n/a)[15]
- s/y Nadezhda (rok budowy: 1982/numer budowy: 39, nr na żaglu: RUS-2969)

### Conrad 45J (Opal IV)
- s/y Dar Przemyśla (rok budowy: 1978/numer budowy: 1, nr na żaglu: PZ-1012), †20.7.1987 wpadł na przybrzeżne skały koło Punta Brava na Kubie